# Илиев, Исмаил Адлопович
Исмаил Адлопович Илиев (род. 4 апреля 1993, Назрань, Ингушетия) — российский боксёр-профессионал выступавший в первом среднем весе. По национальности — ингуш.

## Спортивная карьера
За 6 лет Илиев провёл 16 поединков, в которых одержал 13 побед, 2 — проиграл и одну свёл вничью. Дебют Исмаила в профессиональном боксе состоялся 25 апреля 2015 года в Новороссийске, где в 4-х раундовом бою одолел Замира Закашева.
2 февраля 2019 года Илиев потерпел первое поражение в карьере, в поединке за вакантный титул IBF Inter-Continental и WBC Continental Americas в первом среднем весе, проиграв американскому боксёру Патрику Дею. Бой состоялся в Далласе.
Второе поражение Илиеву нанёс его соотечественник Магомед Курбанов в Екатеринбурге.
Последний поединок Исмаил Илиев провёл 4 августа 2020 года. В Минске Исмаил победил единогласным решением судей британского боксёра Асиниа Байфилда.

## Статистика профессиональных боёв
В таблице перечислены результаты всех поединков боксёров.
В каждой строке указан результат поединка. Дополнительно номер поединка обозначен цветом, который обозначает итог поединка. Расшифровка обозначений и цветов представлена в нижеследующей таблице.
| Пример | Расшифровка                     |
| ------ | ------------------------------- |
|        | Победа                          |
|        | Ничья                           |
|        | Поражение                       |
|        | Планируемый поединок            |
|        | Поединок признан несостоявшимся |
| КО     | Нокаут                          |
| ТКО    | Технический нокаут              |
| PTS    | Решение судей (по очкам)        |
| UD     | Единогласное решение судей      |
| MD     | Решение большинства судей       |
| SD     | Раздельное решение судей        |
| RTD    | Отказ от продолжения боя        |
| DQ     | Дисквалификация                 |
| NC     | Поединок признан несостоявшимся |

| Результат | Рекорд | Дата             | Соперник                         | Место проведения        | Раунд  | Метод | Примечание |
| --------- | ------ | ---------------- | -------------------------------- | ----------------------- | ------ | ----- | --- |
| Поражение | 13-3-1 | 10 сентября 2021 | Сулейман Сиссоко (13-0-0)        | Париж, Франция          | 4(10)  | UD    | |
| Победа    | 13-2-1 | 4 августа 2020   | Асиниа Байфилд (14-2-0)          | Минск, Белоруссия       | 10(10) | UD    | Счет:98-92 (дважды) и 99-92.                                                                                              |
| Поражение | 12-2-1 | 7 марта 2020     | Магомед Курбанов (18-0)          | Екатеринбург, Россия    | 10(10) | UD    | |
| Победа    | 12-1-1 | 20 июля 2019     | Твахоя Кидуку (14-4-1)           | Юрмала, Латвия          | 10(10) | UD    | Рейтинговый бой. Счет:100-90 (трижды)                                                                                     |
| Поражение | 11-1-1 | 2 февраля 2019   | Патрик Дей (16-2-1)              | Даллас, США             | 10(10) | UD    | Бой за вакантный титул IBF Inter-Continental и WBC Continental Americas в первом среднем весе. Счет: 92-98, 94-96, 93-97. |
| Победа    | 11-0-1 | 21 сентября 2018 | Сергей Рабченко (29-3)           | Москва, Россия          | 10(10) | UD    | Рейтинговый бой. Счет: 97-92, 98-92, 97-92                                                                                |
| Победа    | 10-0-1 | 9 декабря 2017   | Рикардо Рубен Вильяльба (18-3-1) | Назрань, Россия         | 9(12)  | TKO   | Бой за вакантный титул WBC International в первом среднем весе                                                            |
| Победа    | 9-0-1  | 3 февраля 2017   | Нико Зальцманн (17-8-3)          | Вильнюс, Литва          | 4(10)  | RTD   | Бой за вакантный титул IBF Baltic в полусреднем весе.                                                                     |
| Ничья     | 8-0-1  | 16 ноября 2016   | Дмитрий Милюша (6-0)             | Санкт-Петербург, Россия | 10(10) | MD    | |
| Победа    | 8-0    | 26 августа 2016  | Сергей Хулиакевич (42-3)         | Москва, Россия          | 2(10)  | RTD   | |
| Победа    | 7-0    | 22 апреля 2016   | Оскар Роберто Медина (27-12-2)   | Тампере, Финляндия      | 8(8)   | UD    | |
| Победа    | 6-0    | 26 февраля 2016  | Роберт Зопунян (5-0-1)           | Санкт-Петербург, Россия | 8(8)   | SD    | |
| Победа    | 5-0    | 5 декабря 2015   | Сергей Маркарян (дебют)          | Пятигорск, Россия       | 4(4)   | UD    | |
| Победа    | 4-0    | 12 сентября 2015 | Манук Диланян (0-1)              | Россия                  | 4(4)   | UD    | |
| Победа    | 3-0    | 27 июня 2015     | Замир Закашев (2-6-2)            | Новороссийск, Россия    | 6(6)   | UD    | |
| Победа    | 2-0    | 16 мая 2015      | Алишер Ашуров(1-0)               | Санкт-Петербург, Россия | 6(6)   | UD    | |
| Победа    | 1-0    | 25 апреля 2015   | Замир Закашев (2-5-2)            | Новороссийск, Россия    | 4(4)   | MD    | |